# باشگاه فوتبال فرید باکو
باشگاه فوتبال فرید باکو (به لاتین: FK Fərid Baku) یک باشگاه و تیم فوتبال پیشین در جمهوری آذربایجان است.